# Seututie 672
Pour les articles homonymes, voir Route 672.
La route régionale 672 (finnois : Seututie 672) est une route régionale allant de Kauhajoki jusqu'à Alavus en Finlande-

## Présentation
Orientée ouest-est, la route régionale 672 de Kauhajoki jusqu'à Alavus en passant par Jalasjärvi et Peräseinäjoki.
Ses tronçons occidentaux ont été construits pendant les années 1866-1868 de la grande famine.
À l'ouest, la route rejoint la route principale 67 et à l'est la route nationale 18.

## Étymologie
La partie entre Kauhajoki et Peräseinäjoki est aussi appelée Tokerotie.
La route tire son nom de la farine mélangée à de l'eau, qui était mangée par les constructeurs de routes qui effectuaient les travaux d'aide d'urgence (fi).
La mortalité des constructeurs de routes était élevée,.

## Parcours
- Aronkylä, Kauhajoki
- Jokipii, Jalasjärvi, Kurikka
- Penttikylä, Jalasjärvi, Kurikka
- Peräseinäjoki, Seinäjoki
- Keskikylä, Alavus